# Étang de la Sabine d'en-Bas
L'étang de la Sabine d'en bas est un étang des Pyrénées françaises, situé en Ariège, dans le massif de l'Aston à 2 060 mètres d'altitude.

## Toponymie
Le nom de Sabine provient d'une légende locale. Cette légende date du XVIIIe siècle et explique que trois ménestrels ont coupé un arbre situé entre la Sabine d'en haut et la Sabine d'en bas et l'ont porté jusqu'au vallon de Rieutort pour venir en aide à leur amante, Sabine.

## Géographie
Il se trouve sur le territoire de la commune d'Aston.

## Randonnées
L'accès se fait en 4 heures 40 minutes depuis le parking du barrage de Riète (1 096 m) au nord. La cabane de la Sabine se trouve au sud-est.